# William Haldimand
Pour les articles homonymes, voir Haldimand.
William Haldimand, né le 9 septembre 1784 à Londres et mort le 20 septembre 1862 à Lausanne, est un banquier, homme d’affaires et mécène anglo-suisse.
Fils d’Antoine-François, banquier et de Jane Pickersgill, il est l’avant dernier de 12 enfants et frère de Jane Marcet.
Il devient directeur de la Banque d’Angleterre en 1809, puis, en 1817, directeur de la banque fondée par son père.
Député libéral au parlement britannique à partir de 1820, il renonce à son mandat politique en 1826 et liquide sa banque un an après pour finalement se retirer à Lausanne en 1828.
Philanthrope, il consacre sa retraite, en Suisse, à des œuvres de bienfaisance et d’utilité publique en construisant, entre autres, l’église de la Croix-d’Ouchy en 1840, La Fondation Asile des aveugles en 1843 et une buanderie populaire en 1854.

## Biographie

### Enfance et scolarité
William Haldimand est issu d’une famille aisée, bourgeoise  d’Yverdon depuis 1694.
Né à Londres où son père dirige une banque, il est le onzième enfant d’une fratrie de douze. Sa mère meurt peu après la naissance du cadet. Il grandit en ville, élevé par sa sœur ainée, et reçoit très tôt une éducation à domicile avec ses sœurs. À 16 ans, initié par son père au milieu banquier et commercial, il montre des aptitudes naturelles pour la finance.
Son père, François Haldimand, hérite de la propriété et de l'affaire de l’un de ses oncles, Sir Frederick Haldimand, un officier distingué. François et George, son unique frère survivant, deviennent partenaires de cette affaire en 1806 et la développent. Le mariage de George en 1807 avec Charlotte, la fille d’un magistrat londonien et agent d’une compagnie indienne, favorise l’entrée de William Haldimand dans la haute société, lui permettant en 1809, alors âgé de 25 ans, de devenir directeur de la banque d’Angleterre. En pleines guerres napoléoniennes, alors que le pays affiche une dette publique de 20 milliards de livres sterling, il met en valeur son expertise dans les transactions étrangères. C’est pour lui un grand honneur d’être appelé à siéger dans le comité de la banque d'Angleterre, familièrement qualifiée de « the Old Lady ».

### Carrière
Son père décède en 1817, laissant derrière lui nombre de propriétés et de biens en Italie, Suisse et Angleterre à diviser entre ses quatre enfants restants et leurs cousins. William Haldimand hérite de la banque familiale.
Il est élu en 1820 par l'arrondissement d'Ipswich comme député libéral à la chambre des communes. Réélu en 1826, son siège est contesté par ses adversaires et il renonce à son mandat, ainsi qu'à la politique.
Durant les guerres, la banque d’Angleterre est chargée de subvenir aux besoins de l'État. Voyant la dette augmenter et l'inflation se profiler, le Parlement décrète un « cours fort », qui doit durer jusqu'après Waterloo et permettre à l’Angleterre d'entretenir sa marine et son armée tout en venant financièrement en aide à ses alliés. La paix conclue, le cours anglais remonte. Ce n'est qu'en 1821 que le cours fort est aboli et que, par conséquent, le remboursement en or des billets de banque est à nouveau autorisé.
Très attache au parti libéral, opposé à la loi du « cours fort », Haldimand est souvent en conflit avec ses collègues du comité de la banque et avec les dirigeants politiques en Angleterre. En 1827, las, il décide de dissoudre la maison de commerce fondée par son père, qu'il dirigeait depuis 1817.

### Philanthrope et mécène
En 1828, Haldimand, malade, se retire définitivement dans son opulente villa du Denantou, près de Lausanne, construite par l'architecte Henri Perregaux en 1818-1819.
Philanthrope et mécène discret, plus encore que son contemporain Vincent Perdonnet, Haldimand encourage le progrès social et technologique. « On l'accuse parfois de jeter son argent par les fenêtres ; c'est peut-être quelquefois vrai, mais s'il lui arrive de le faire, il sait choisir la fenêtre : ce n'est en tout cas pas celle où il y avait des applaudissements à recueillir, car il n'aime point les louanges. Celles-ci, disait-il, sont une atteinte portée à l'indépendance. »[réf. nécessaire].
Philhellène, il apporte son soutien financier aux Grecs lors de la Guerre d'indépendance. En 1828, il participe à la création d'un hôpital à Aix-les-Bains et y enverra plusieurs malades, dont il couvrira les frais médicaux. Quelques années plus tard, la reine Hortense, belle-fille de Napoléon Ier et mère de Napoléon III, séjourne au Denantou. William Haldimand lui parle de sa fondation d'Aix-les-Bains et la reine Hortense lui propose de prendre elle-même en charge quelques lits gratuits. Sous le Second Empire, la municipalité d'Aix-les-Bains renomme l'Hôpital Haldimand qui devient Hôpital de la reine Hortense[réf. nécessaire].
En 1853, à Lausanne, il établit une buanderie qui porte son nom. Construite à ses frais et, dit-on, selon ses plans, elle s'élevait au Chemin Neuf (l'édifice a été reconstruit en béton en 1893 à la rue de l'Industrie, puis lui-même démoli en 1976),.
Anglophile convaincu, W. Haldimand contribue à la construction de l'église anglaise. Mais son œuvre principale, à Lausanne, est la fondation, en 1842, de l'Asile des aveugles, qui ouvre en 1844. Le Dr Frédéric Recordon, en devient le premier médecin.
Le mécène érige également la fontaine de Mornex et offre des subventions à la ville de Lausanne pour la construction de routes et des travaux d'irrigation.
Le 5 juin 1843, Haldimand obtient du Conseil communal de la ville la bourgeoisie de la ville de Lausanne. Il meurt dans sa résidence du Denantou, le 20 septembre 1862, à l’âge de 78 ans. Il est enseveli au cimetière d'Ouchy. Ses restes sont transférés en 1898 au cimetière de Montoie, où sa pierre tombale est encore visible en 2016.

#### Le bateau à vapeur
Intéressé au progrès technique, William Haldimand décide en 1837 de faire construire un bateau à vapeur, moyen de communication alors relativement nouveau en Suisse romande. En effet, alors que son contemporain Armand Delessert veut créer en 1833 une voiture à vapeur assurant une liaison régulière entre Lausanne et Genève, et que Vincent Perdonnet promeut le chemin de fer, William Haldimand souhaite expérimenter sur le Léman un bateau rapide, à coque métallique. Pour la coque, il s’adresse vraisemblablement au chantier d’Augustin Normand, au Havre, et pour le moteur, à l’entreprise Maudslay à Londres. Cette machine « oscillante et à basse pression » est d’un type résolument moderne, car le premier navire de service public doté de cette technologie, L’Helvétie, ne naviguera sur le lac Léman que trois ans plus tard. Le navire, appelé l’Écho, est lancé le 5 mai 1838. Si Haldimand l’a conçu peut-être comme bateau privé, ce propriétaire semble néanmoins songer à lui donner une utilité publique. La Feuille d’avis de Lausanne annonce en 1838 que le vapeur Écho assurera un service régulier entre Genève et Ouchy.
Déjà après dix jours, cependant, ce service est interrompu et un nouvel acquéreur, David Gottlieb Matti, transfère le bateau au lac de Brienz. Entrepris en février-mars 1839, à partir de Vevey, le transport est extrêmement laborieux, car le charriot, attelé de plus de 20 chevaux, peine à traverser les villes. Des difficultés exceptionnelles sont rencontrées au pont couvert de Gümmenen et à la rampe voisine, dont la pente de 15% exige un attelage de 44 chevaux ! Enfin arrivé à destination après mille péripéties, l’Écho est rebaptisé Giessbach et dessert, pour quelques années seulement, l’hôtel Bellevue, acquis par Matti.

#### Le pari des trois tours

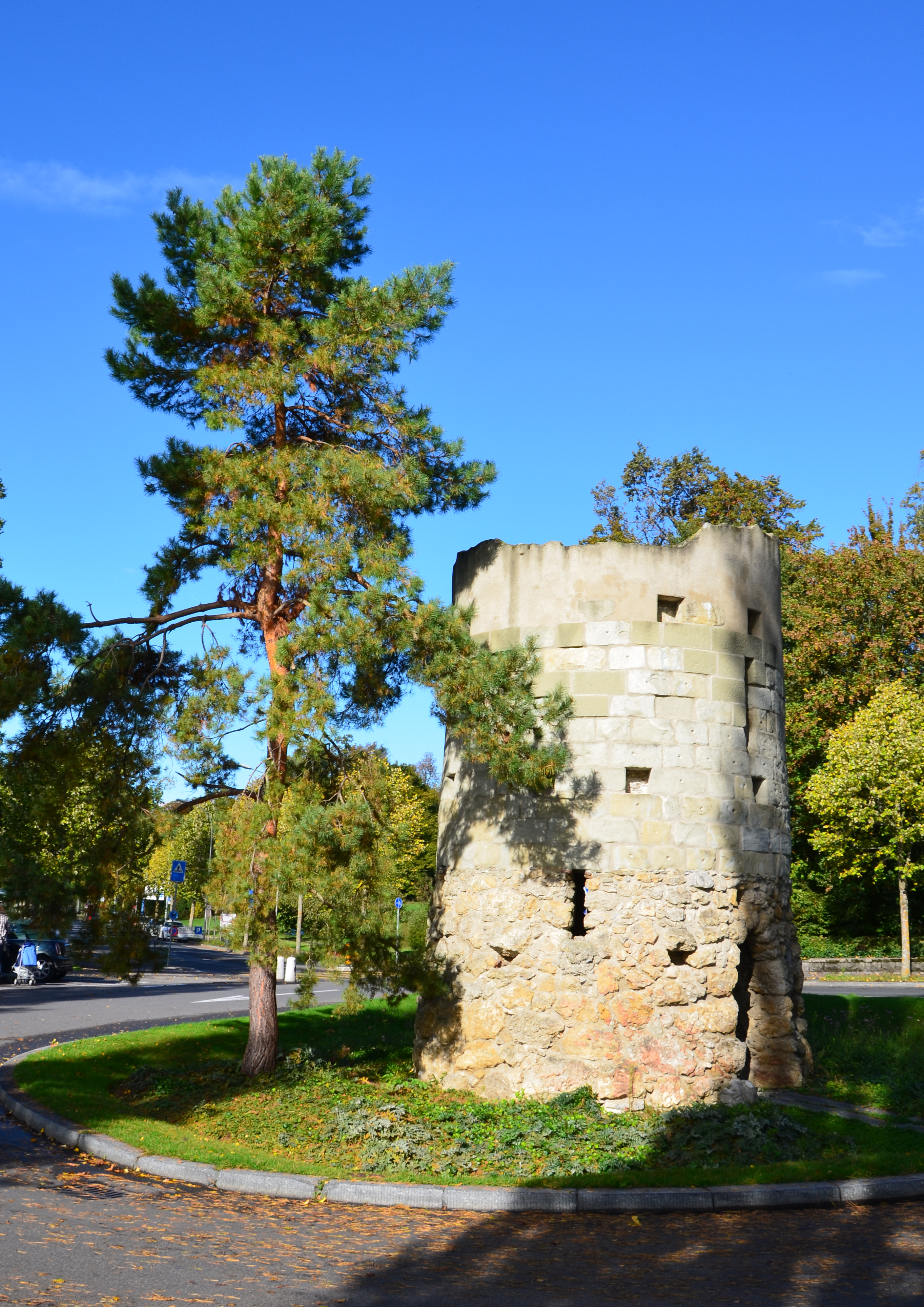
La tour Haldimand en 2014

Selon une légende urbaine largement répandue mais qui n'est à ce jour étayée par aucune source digne de foi, William Haldimand aurait, avec deux de ses amis Auguste Perdonnet et Charles de Cerjat, fait un pari vers 1823 : celui de construire à Lausanne la tour romantique la plus convaincante. La ruine pittoresque de William Haldimand aurait gagné le concours. En réalité, la tour de Perdonnet, située dans le parc de Mon-Repos, a été construite en 1821-1822 selon un projet du peintre genevois Pierre-Louis Bouvier. Elle précède de près de dix ans les deux autres tours lausannoises, à savoir la Tour Haldimand, que son propriétaire fait bâtir vers 1830 seulement à Ouchy au Denantou, à l'embouchure de la Vuachère, et celle (disparue) élevée par de Cerjat à Rovéréaz, au nord de la ville, dans les années 1830 également.

## Toponymie
- Lausanne possède une rue Haldimand, allant de la place de la Riponne à la place Bel-Air.

## Citation
William Haldimand est cité dans le jeu-vidéo "lausanne 1830: histoires de registres" développé en 2022 par l'EPFL.